# 拜萨兰谷
拜萨兰谷是一个位于印度查谟和克什米尔克什米尔谷地中安南塔那加县的草甸，距离帕哈尔加姆约5–7 公里。 该谷地海拔约8,000英尺（2,400），四周环绕着茂密的松林和比爾本賈爾嶺。

## 事件
2025年4月22日，印度喀什米尔的拜萨兰谷发生一起恐怖袭击，恐怖分子围拢并向游客开火，主要针对印度教徒，造成26人死亡，20余人受伤。 该袭击由克什米尔抵抗阵线宣称负责，该组织是以巴基斯坦为基地的恐怖组织虔誠軍的代理，袭击者利用拜萨兰谷的偏僻地形，在仅可徒步或骑马抵达的区域对人群实施袭击，延缓了救援行动。安全部队随后发起反恐行动，并将幸存游客撤离。对此事件作出反应，印度政府暂停了印度河水協定，撤销所有巴基斯坦国民的签证，并命令他们在48小时内离境。